# Модогоев, Андрей Урупхеевич
Андре́й Урупхе́евич Модого́ев (15 января 1915 года, улус Загатуй, Иркутская губерния, Российская империя, — 29 октября 1989 года, г. Москва, РСФСР, СССР) — советский государственный и партийный деятель, первый секретарь Бурятского обкома КПСС (1962—1984).

## Биография
Родился в улусе Загатуй Иркутской губернии (ныне деревня в Баяндаевском районе Иркутской области) в семье крестьянина.
С 1932 по 1939 год работал учителем.
С 1939 года находился на комсомольской и партийной работе. С 1943 по 1944 год — секретарь Бурят-Монгольского обкома ВКП(б).
С 1947 по 1950 — слушатель Высшей партийной школы при ЦК ВКП(б).
С 1952 по 1954 год — заместитель председателя Совета министров Бурят-Монгольской АССР, с 1957 по 1960 год — инструктор ЦК КПСС.
С ноября 1960 по июнь 1962 года — председатель Совета Министров Бурятской АССР.
С 12 июня 1962 по 7 января 1984 года — первый секретарь Бурятского обкома КПСС. За время его нахождения в должности были пущены в действие десятки новых предприятий, в их числе: Селенгинский целлюлозно-картонный комбинат, Улан-Удэнский завод мостовых металлических конструкций, фабрика верхнего трикотажа, кондитерская фабрика, завод по переработке птицы на мясокомбинате. При нём было начато строительство Бурятского участка Байкало-Амурской магистрали, строительство и монтаж Гусиноозёрской ГРЭС, ТЭЦ-2, Холбольджинский и Тугнуйский угольные разрезы и многих других объектов.
Член ЦК КПСС с 1971 по 1986 год (кандидат в члены ЦК КПСС с 1966 по 1971). Депутат Верховного Совета СССР с 1962 по 1984 год.
С 1984 года — персональный пенсионер союзного значения, г. Москва.

## Автор книг
- Годы и люди / А. У. Модогоев. — Улан-Удэ : Соѐл, 1993. — 144 с. : ил.
- Дружбой ленинской сильны / А. У. Модогоев. — Улан-Удэ : Бурят. кн. изд-во, 1983. — 48 с.
- Путь, равный столетиям / А. У. Модогоев. — Улан-Удэ : Бурят. кн. изд-во, 1977. — 61 с.

## Память
В Улан-Удэ в 2004 году взамен старого чугунного памятника-бюста А. У. Модогоева в сквере, носящем его имя, у здания Народного Хурала Бурятии установлен новый бронзовый памятник-бюст работы бурятского скульптора А. М. Миронова. Старый памятник перевезён на родину А. У. Модогоева в деревню Загатуй Баяндаевского района Иркутской области и установлен у местной школы, также носящей его имя. Именем Модогоева названы улицы в Улан-Удэ, Кяхте, Усть-Ордынском,Баяндае, Загатуе.